# Gorski Dolen Trămbeș, Veliko Tărnovo
Gorski Dolen Trămbeș (în bulgară Горски Долен Тръмбеш) este un sat în comuna Gorna Oreahovița, regiunea Veliko Tărnovo,  Bulgaria. 

## Demografie
Componența etnică a satului Gorski Dolen Trămbeș
     Turci (59,12%)
     Bulgari (39,52%)
     Nicio identificare (1,35%)
     Altele (0%)
La recensământul din 2011, populația satului Gorski Dolen Trămbeș era de 296 locuitori. Din punct de vedere etnic, majoritatea locuitorilor (59,12%) erau turci, cu o minoritate de bulgari (39,52%). Pentru 1,35% din locuitori nu este cunoscută apartenența etnică.